# اچ‌ام‌اس کیلیام (جی۰۹)
اچ‌ام‌اس کیلیام (جی۰۹) (به انگلیسی: HMS Quilliam (G09)) یک کشتی بود. این کشتی در سال ۱۹۴۱ ساخته شد.